# Batman et Robin (film, 1997)
Pour les articles homonymes, voir Batman et Robin et Batman (homonymie).
Série Batman (1989-1997)
Batman Forever
(1995)
Pour plus de détails, voir Fiche technique et Distribution.
Batman et Robin (Batman & Robin) est un film fantastique américano-britannique réalisé par Joel Schumacher, sorti en 1997.
Il s'agit du quatrième film de la saga Batman démarrée en 1989 par Tim Burton. Il fait suite à Batman Forever, sorti deux ans plus tôt, également réalisé par Joel Schumacher.
Le film se déroule à Gotham City, où un nouveau méchant fait régner la terreur par le froid, Mister Freeze. De son vrai nom Victor Fries, cet ancien scientifique a été victime d'un accident lors de ses recherches sur la cryogénie. Il ne peut désormais plus supporter de température supérieure à 0 degré. Son objectif est de prendre la ville en otage, en échange de fonds pour financer ses recherches d'un traitement contre le « syndrome de MacGregor », une maladie rare contractée par sa femme. Alors que Batman et Robin tentent de contrecarrer les plans de Freeze, en Amérique du Sud, le docteur Pamela Isley devient Poison Ivy et se donne pour mission d'éradiquer l'humanité pour permettre le développement de plantes carnivores génétiquement modifiées. Assistée par Bane, un super-combattant alimenté par du venin de fleur tropicale, elle débarque à Gotham dans l'objectif de mettre son plan à exécution et s'allie avec Freeze.
Bien que le film atteigne la rentabilité, avec des recettes mondiales à hauteur de 238 millions de dollars, pour un budget de 160 millions de dollars, il déçoit néanmoins grandement les attentes et demeure un échec critique. Il est ainsi considéré par beaucoup comme le plus mauvais film mettant en scène Batman. En raison de cet échec, Warner Bros. annula la production d'un nouveau film sur le Chevalier Noir et attendit l'année 2005, avec Batman Begins, pour relancer la franchise Batman.

## Synopsis
Deux années après avoir battu Double-Face et l'Homme-mystère, Batman et son coéquipier Robin font face à un super vilain nommé Mister Freeze qui s'apprête à voler des diamants. Pendant un affrontement dans le musée d'histoire naturelle, Freeze dérobe le plus gros diamant du monde et prend la fuite, après avoir gelé Robin et alors que Batman ne peut pas continuer la poursuite. Quelque temps après, Batman et Robin obtiennent des informations sur Freeze. Il se nomme le Dr Victor Fries et est un scientifique qui fait des recherches sur le remède contre le syndrome de MacGregor pour sauver sa femme atteinte de cette maladie. Après un accident dans le laboratoire, le Dr Fries ne peut plus vivre dans des températures ordinaires et il doit vêtir une combinaison cryogénique en diamants afin de survivre.
Dans les laboratoires de la société Wayne Enterprises au Brésil, la botaniste Pamela Isley travaille pour le Dr Jason Woodrue qui effectue des recherches sur un produit nommé le « Venom ». Elle est témoin des expérimentations de son employeur, le Dr Woodrue, qui utilise la formule sur un psychopathe condamné a perpétuité nommé Antonio Diego dans le but de la vendre à des puissances étrangères. Le sérum le transforme alors en arme biologique qu'il surnomme Bane. Mais le Dr Isley s'oppose à ces actes et le Dr Woodrue tente de la tuer en l'aspergeant de diverses toxines. Cependant, il se retrouve face à la Dre Isley qui est ressuscitée et se transforme en une créature nommée Poison Ivy qui se venge en éliminant Woodrue grâce son baiser toxique. Elle déclenche ensuite l'incendie au laboratoire, laisse brûler le Dr Jason Woodrue, puis s'échappe avec Bane. Poison Ivy découvre par la suite que la société Wayne Enterprises avait financé le Dr Woodrue, bien qu'elle ait retiré son financement au lancement du projet sur le médicament Venom. Elle emploie Bane comme une brute épaisse et ils partent à Gotham City. En même temps, Barbara Wilson, la nièce d'Alfred Pennyworth, lui rend une visite surprise et est invitée par Bruce Wayne à s'installer dans son manoir jusqu'à ce qu'elle continue sa scolarité.
La société Wayne Enterprises doit présenter un nouveau télescope à l'Observatoire de Gotham lors d'une conférence de presse mais Poison Ivy l'interrompt. Celle-ci propose un projet de soutien de l'environnement, mais Bruce Wayne décline son offre expliquant que ce projet est en conflit avec la Wayne Corporation. Mr Freeze interrompt alors la fête et dérobe un diamant. Freeze est alors arrêté par Batman et expédié à l'asile d'Arkham, mais il s'en évade avec l'aide de Poison Ivy qui tue deux gardes de sécurité avec son baiser toxique. En même temps, Dick Grayson découvre que Barbara Wilson participe à des courses de motos illégales pour obtenir des fonds pour son oncle Alfred qui est atteint du syndrome de MacGregor.
Cette nuit-même, un événement caritatif est organisé par la société Wayne Enterprises avec, comme invités spéciaux, Batman et Robin. C'est alors que Poison Ivy décide de faire usage de ses pouvoirs pour les séduire. Batman et Robin commencent à ressentir les effets du poison et entrent en conflit, mais Bruce Wayne finit par convaincre Dick Grayson de se refaire confiance.
Quelques jours plus tard, Poison Ivy prend contact avec Robin, l'attire dans sa serre et l'embrasse, mais n'arrive pas à le tuer, car Robin porte des protections en caoutchouc sur les lèvres et le lui avoue. Pendant ce temps, Barbara découvre la Batcave, où elle est accueillie par un hologramme de son oncle Alfred qui dévoile qu'il lui a confectionné son propre costume d'héroïne. Elle le porte et devient Batgirl. Pendant ce temps, Poison Ivy neutralise Robin et Batman, grâce à une plante carnivore géante, mais Batgirl arrive à temps et bat Poison Ivy qui semble se faire avaler par sa propre plante, avant de dévoiler son identité au duo. Batman, Robin et Batgirl décident, ensemble, de s'attaquer à Freeze. Le temps que les héros arrivent à l'observatoire où se trouvent Freeze et Bane, Freeze glace complètement Gotham. Batgirl et Robin font face à Bane, et finissent par le mettre hors d'état de nuire en arrachant les tuyaux de transfusion du sérum de son corps, ce qui entraîne son retour à sa vraie forme.
Batman et Freeze s'affrontent entre eux et Batman finit par le neutraliser. Puis Batgirl et Robin parviennent à décongeler la ville. Batman dévoile ensuite un enregistrement vidéo de Poison Ivy prise pendant son combat avec Batgirl, à Freeze. Cette vidéo révèle qu'Ivy est la coupable qui avait lancé la tentative de meurtre de la femme de Freeze. Cependant, Batman rassure Mr Freeze en révélant que sa compagne est saine et sauve, dans son sommeil cryogénique, et qu'elle a été transférée à l'asile d'Arkham, en tant que patiente pour que Freeze finisse ses recherches. Batman pose quelques questions à Mr Freeze au sujet du remède contre le syndrome de MacGregor à utiliser sur Alfred. Freeze, afin de régler le malentendu, lui fournit le médicament qu'il avait développé.
Mr Freeze est donc envoyé à l'asile d'Arkham. Poison Ivy, qui est toujours en vie, y est aussi incarcérée et est la compagne de cellule de Freeze. Il révèle à Ivy qu'il va lui offrir un « hiver éternel » pour se venger de la tentative de meurtre de sa compagne. Alfred est soigné et guéri de son infection puis tout le monde accepte, sur l'accord de Barbara, qu'elle devienne colocataire au Manoir Wayne pour combattre le mal avec eux.

## Fiche technique
Sauf indication contraire, les informations mentionnées dans cette section peuvent être confirmées par les bases de données cinématographiques IMDb et Allociné,  présentes dans la section « Liens externes ».
- Titre original : Batman & Robin
- Titre français et québécois : Batman et Robin
- Réalisation : Joel Schumacher
- Scénario : Akiva Goldsman, d'après les personnages de Batman créé par Bob Kane
- Musique : Elliot Goldenthal et Billy Corgan[4]
- Direction artistique : Richard Holland et Geoff Hubbard
- Décors : Barbara Ling
- Costumes : Ingrid Ferrin et Robert Turturice
- Photographie : Stephen Goldblatt
- Son : Donald O. Mitchell, Kevin E. Carpenter, Anthony Goldschmidt, Frank A. Montaño, Jeffrey J. Haboush
- Montage : Mark Stevens et Dennis Virkler
- Production : Peter MacGregor-Scott
  - Production déléguée : Benjamin Melniker et Michael E. Uslan
  - Production associée : Mitchell E. Dauterive
  - Coproduction : William M. Elvin
- Sociétés de production[5] :
  - États-Unis : Warner Bros.
  - Royaume-Uni : produit en association avec PolyGram Filmed Entertainment
- Sociétés de distribution : Warner Bros.
- Budget : 125 millions de $[6] / 110 millions de $[7]
- Pays de production :  États-Unis,  Royaume-Uni
- Langue originale : anglais
- Format[8] : couleur (Technicolor) - 35 mm - 1,85:1 (Panavision) - son DTS | Dolby Digital | SDDS | Dolby Atmos
- Genre : fantastique, thriller, action, super-héros
- Durée : 125 minutes
- Dates de sortie[9] :
  - États-Unis, Québec : 20 juin 1997[10]
  - Royaume-Uni : 27 juin 1997
  - Belgique : 1er juillet 1997[11]
  - France : 9 juillet 1997
- Classification[12] :
  - États-Unis : accord parental recommandé, film déconseillé aux moins de 13 ans (PG-13 - Parents Strongly Cautioned)[Note 1]
  - Royaume-Uni : pour un public de 8 ans et plus - accord parental souhaitable (PG - Parental Guidance)[13]
  - France : tous publics (conseillé à partir de 8 ans)[14],[15]
  - Belgique : tous publics (Alle Leeftijden)[11]
  - Québec : tous publics (G - General Rating)[10]

## Distribution

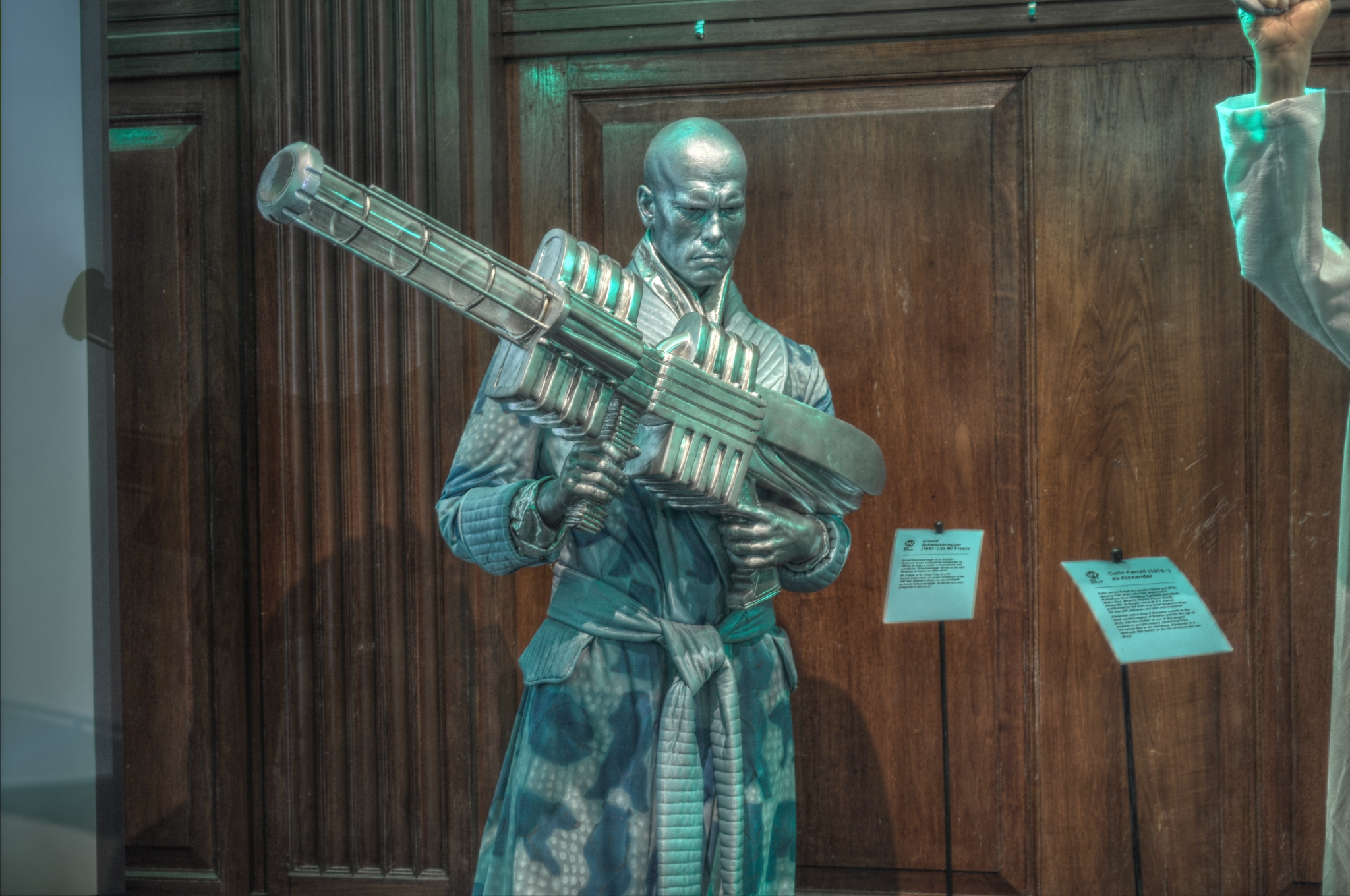
Statue de cire de Freeze tel qu'il apparaît dans le film.

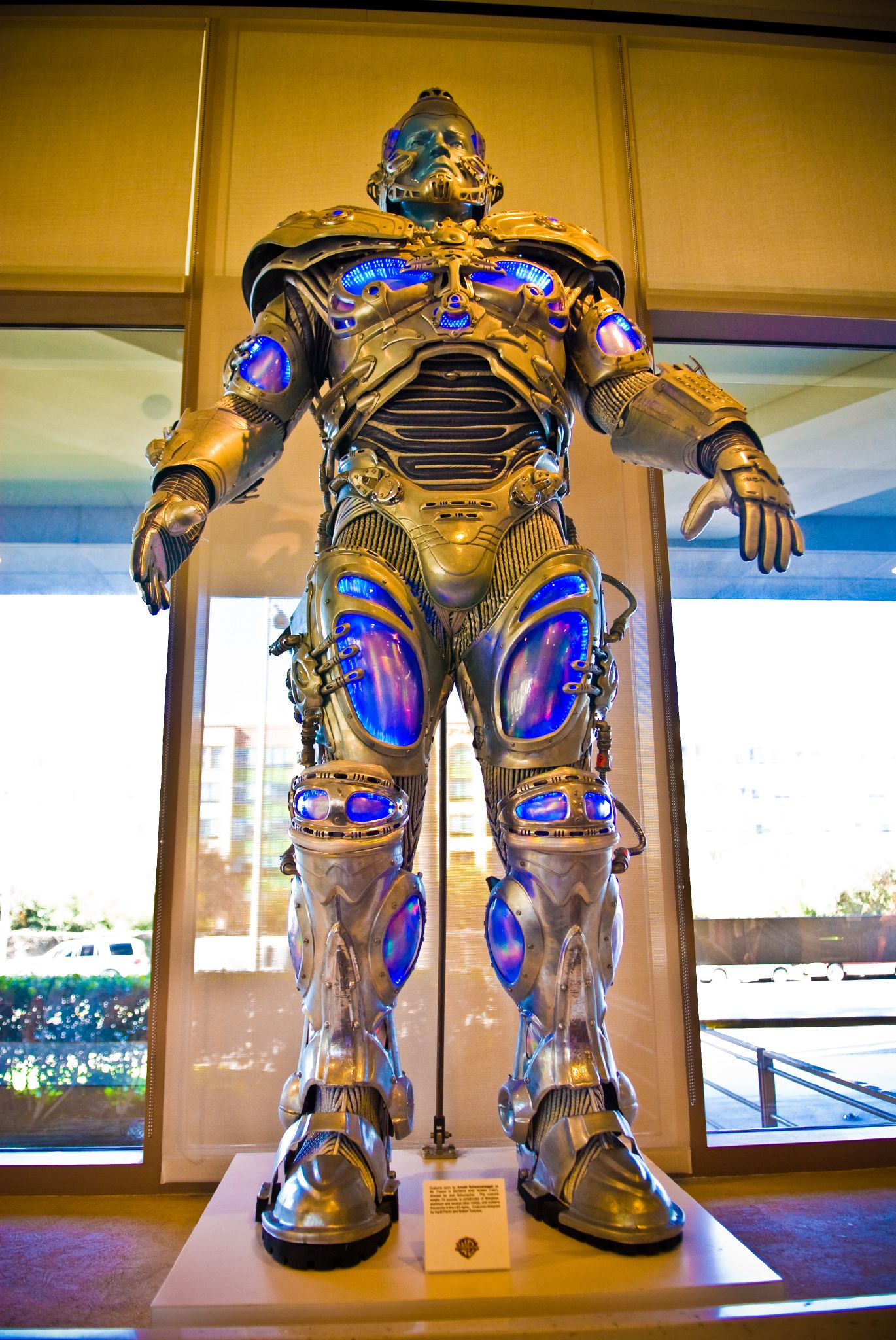
Armure de Freeze utilisée dans le film.

- George Clooney (VF : Patrick Noérie / VQ : Daniel Picard) : Batman / Bruce Wayne
- Chris O'Donnell (VF : Pierre Tessier / VQ : Gilbert Lachance) : Dick Grayson / Robin
- Uma Thurman (VF : Laurence Crouzet / VQ : Élise Bertrand) : Dre Pamela Isley / Poison Ivy
- Arnold Schwarzenegger (VF : Daniel Beretta / VQ : Yves Corbeil) : Dr Victor Fries / Mister Freeze
- Alicia Silverstone (VF : Claire Guyot / VQ : Aline Pinsonneault) : Barbara Wilson / Batgirl
- Michael Gough (VF : Jacques Ciron / VQ : Michel Maillot) : Alfred Pennyworth
- Pat Hingle (VF : Yves Barsacq / VQ : Yves Massicotte) : Commissaire James Gordon
- Jeep Swenson : Bane
- John Glover (VF : Gilles Guillot) : Dr Jason Woodrue
- Elle Macpherson (VF : Ivana Coppola / VQ : Anne Dorval) : Julie Madison
- Vivica A. Fox (VF : Magaly Berdy / VQ : Hélène Mondoux) : Mlle B. Haven
- Vendela Kirsebom : Nora Fries
- Elizabeth Sanders (VF : Monique Thierry) : Gossip Gerty (Petula Potin en VF)
- John Fink : le garde au musée aztèque
- Michael Reid MacKay : Antonio Diego
- Eric Lloyd : Bruce Wayne (jeune)
- Jon Simmons : Alfred Pennyworth (jeune)
- Joe Sabatino (VF : Hervé Bellon) : Frosty
- Michael Paul Chan (VF : Gilbert Lévy) : Dr Lee, le scientifique de l'observatoire de Gotham City
- Kimberly Scott : l'associée du Dr Lee
- Harry Van Gorkum (VF : Hervé Bellon) : M.C., le présentateur lors de la vente aux enchères du diamant en pendentif
- Coolio : Dr Jonathan Crane/L’épouvantail[16]
- Alex Daniels (VF : Mathieu Buscatto) : un gardien de l'observatoire
- Jack Betts : un invité à la vente aux enchères

## Production

### Genèse et développement
Immédiatement après la sortie de Batman Forever en juin 1995, Warner Bros. commande une suite. Joel Schumacher retrouve le poste de réalisateur et Akiva Goldsman celui de scénariste dès août 1995. Il est alors décidé d’accélérer la production du nouveau film pour une sortie prévue en juin 1997. Joel Schumacher veut alors faire un hommage au style camp de la série télévisée Batman de 1966 ainsi qu'au travail de Dick Sprang. L'histoire du film est élaborée durant la préproduction de Le Droit de tuer ?, également réalisé par Joel Schumacher et écrit par Akiva Goldsman. Des éléments de l'histoire de Mr. Freeze sont inspirés par l'épisode Amour on Ice (Heart of Ice) de la série télévisée d'animation de 1992 Batman.

### Attribution des rôles
Val Kilmer devait reprendre le rôle de Batman après Batman Forever. Mais à la suite d’une violente dispute sur le tournage du film avec le réalisateur, il préfèrera incarner Simon Templar dans le film Le Saint. George Clooney est alors engagé pour le remplacer, malgré le tournage simultané de la série Urgences.
Demi Moore est envisagée pour le rôle de Poison Ivy, alors que Patrick Stewart l'a été pour celui de Mr. Freeze. Mais ce sont finalement Uma Thurman et Arnold Schwarzenegger qui obtiendront ces rôles. Pour son rôle, Arnold Schwarzenegger négocie dans son contrat la somme record de 25 millions de dollars ainsi que des pourcentages sur toutes les futures adaptations du film[réf. nécessaire].

### Tournage

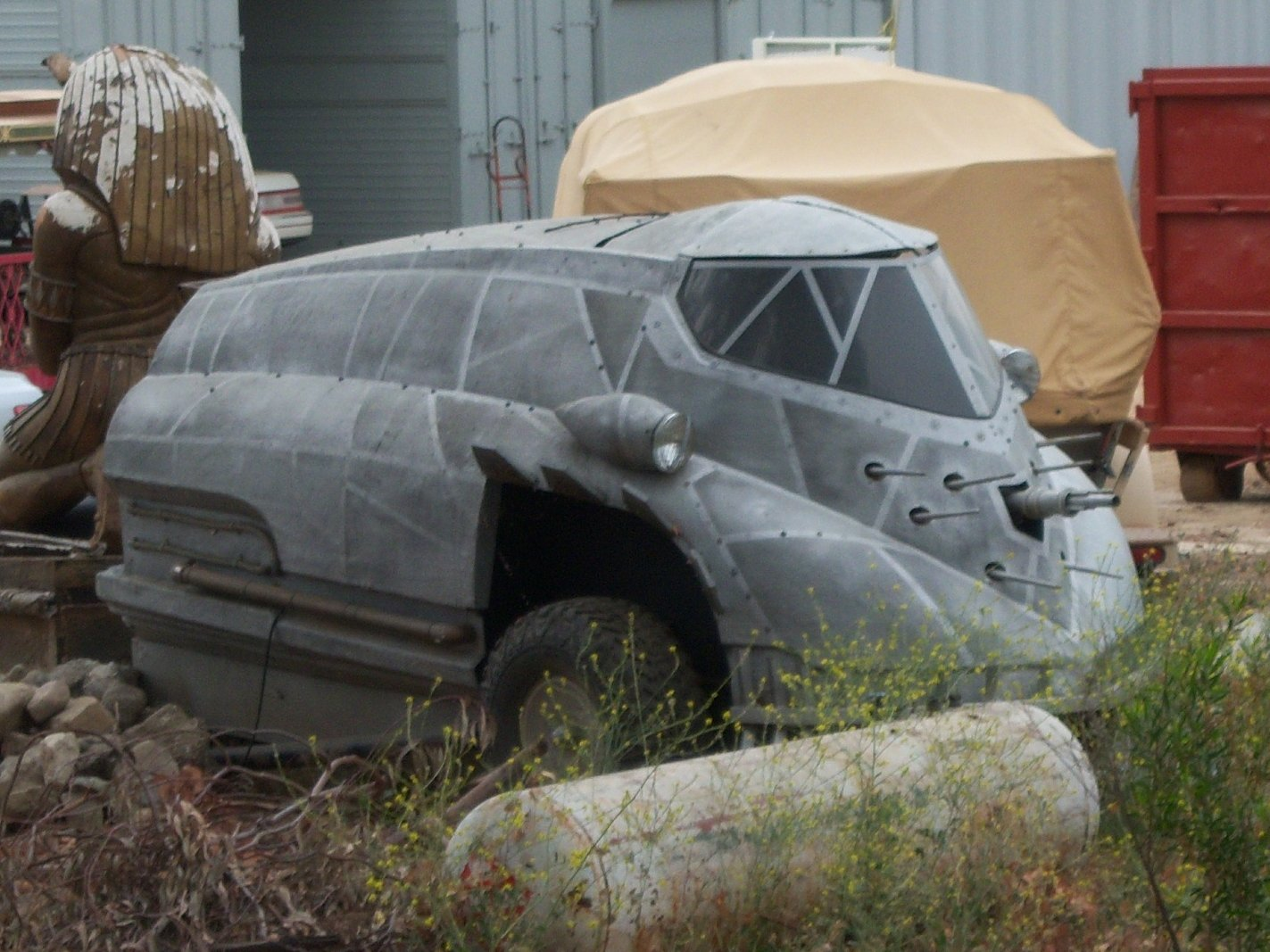
La voiture de Freeze.

Le tournage débute le 12 septembre 1996 et s'achève en janvier 1997. Il a principalement lieu aux studios de la Warner à Burbank en Californie. Certaines scènes sont également tournées au Texas (Dallas, Fort Worth), à Los Angeles (Greystone Park & Mansion à Beverly Hills, San Pedro) en Californie (Long Beach), dans le Vermont, à Montréal et Ottawa au Canada ainsi qu'à Vienne en Autriche.

## Bande originale
Bandes originales de Batman
Batman Forever (Score)
(1995) Batman Begins
(2005)
La musique du film, composée par Elliot Goldenthal (qui avait déjà officié sur Batman Forever), n'a jamais été éditée.
L'album Batman & Robin: Music from and Inspired by the “Batman & Robin” Motion Picture est quant à lui sorti le 27 mai 1997. Cette bande originale contient des chansons du film ou inspirées par le film. Y figure notamment The End Is the Beginning Is the End des Smashing Pumpkins, qui apparaît dans le générique de fin. Cette chanson vaut au groupe le Grammy Award de la meilleure prestation hard rock en 1998.
L'album Batman & Robin: Music from and Inspired by the “Batman & Robin” Motion Picture se vendra plutôt bien puisqu'il atteindra notamment la 5e position au Billboard 200.
Liste des titres
1. The End Is the Beginning Is the End - The Smashing Pumpkins – 5:02
2. Look into My Eyes - Bone Thugs-N-Harmony – 4:28
3. Gotham City - R. Kelly – 4:56
4. House on Fire - Arkarna – 3:24
5. Revolution - R.E.M. – 3:04
6. Foolish Games - Jewell – 4:00
7. Lazy Eye - Goo Goo Dolls – 3:46
8. Breed - Lauren Christy – 3:05
9. The Bug - Soul Coughing – 3:09
10. Fun for Me - Moloko – 5:08
11. Poison Ivy - Meshell Ndegeocello – 3:33
12. True to Myself - Eric Benét – 4:41
13. A Batman Overture - Elliot Goldenthal – 3:35
14. Moaner - Underworld – 10:17
15. The Beginning Is the End Is the Beginning - The Smashing Pumpkins – 4:58
Titres bonus
16. Alarmala de tos - Café Tacvba (pour l'Amérique latine et le Mexique)
17. Mi matadero clandestino - Los Piratas (pour l'Espagne)

## Accueil

### Accueil critique
Batman et Robin est très mal accueilli par les critiques avec 12 % de critiques positives sur Rotten Tomatoes sur 66 critiques spectateurs. Il resta le dernier film de la licence Batman pendant huit ans et fut beaucoup critiqué par les fans de la licence, notamment au niveau des libertés prises à propos du scénario, des dialogues et du caractère des personnages.
Ce film a en effet beaucoup surpris les spectateurs car il est construit presque uniquement sur le second degré et l'action comique, tel un hommage à la série burlesque des années 1960, côté que l'on ne retrouvait que partiellement dans Batman Forever.
Quelques années plus tard, Joel Schumacher présente ses excuses aux spectateurs déçus par son film, en soulignant que son but était simplement de les amuser : « S'il y a quelqu'un qui regarde ça, qui… disons, a aimé Batman Forever, et qui enchaîne sur Batman & Robin avec une grande impatience, si je les ai déçus de quelque façon que ce soit, alors je veux vraiment m'excuser. Parce que ce n'était pas mon intention. Mon intention était juste de les divertir. » George Clooney, dont la prestation fut très critiquée en raison de son manque de profondeur, présente lui aussi des excuses auprès des spectateurs et affirme que c'est un de ses plus grands regrets. Akiva Goldsman exprima également ses regrets, contrairement à Arnold Schwarzenegger.
Batman et Robin a aujourd'hui acquis le statut de « nanar » et est considéré comme le plus mauvais de la série. En 2018, il est 69e dans la liste des pires films de tous les temps sur Allociné.

### Box-office
| Pays ou région    | Box-office        | Date d'arrêt du box-office | Nombre de semaines |
| ----------------- | ----------------- | -------------------------- | ------------------ |
| États-Unis Canada | 107 353 792 $     | 25 septembre 1997          | 14                 |
| France            | 1 370 818 entrées | -                          | -                  |
| Total mondial     | 238 235 719 $     | -                          | -                  |

## Distinctions
Entre 1997 et 2018, le film Batman & Robin a été sélectionné 32 fois dans diverses catégories et a remporté 10 récompenses.

### Années 1990
| Années | Cérémonie ou récompense                                                       | Catégorie / Récompense                                                                                      | Nommé(es) / Lauréat(es)                          | Résultat   |
| ------ | ----------------------------------------------------------------------------- | --- | ------------------------------------------------ | ---------- |
| 1997   | The Stinkers Bad Movie Awards                                                 | Pire film                                                                                                   | Batman et Robin                                  | Lauréat    |
| 1997   | The Stinkers Bad Movie Awards                                                 | Pire actrice dans un second rôle                                                                            | Alicia Silverstone                               | Lauréat    |
| 1997   | The Stinkers Bad Movie Awards                                                 | Pire sens de l'orientation (arrêtez-les avant qu'ils ne dirigent à nouveau!)                                | Joel Schumacher                                  | Lauréat    |
| 1997   | The Stinkers Bad Movie Awards                                                 | Pire scénario pour un film rapportant plus de 100 millions de dollars avec Hollywood Math                   | Akiva Goldsman                                   | Lauréat    |
| 1998   | Académie des films de science-fiction, fantastique et d'horreur - Prix Saturn | Meilleur film fantastique                                                                                   | Batman et Robin                                  | Nomination |
| 1998   | Académie des films de science-fiction, fantastique et d'horreur - Prix Saturn | Meilleurs costumes                                                                                          | Ingrid Ferrin et Robert Turturice                | Nomination |
| 1998   | Académie des films de science-fiction, fantastique et d'horreur - Prix Saturn | Meilleurs maquillages                                                                                       | Ve Neill et Jeff Dawn                            | Nomination |
| 1998   | Association du cinéma et de la télévision en ligne                            | Meilleure musique, chanson adaptée                                                                          | Jewel                                            | Nomination |
| 1998   | Éditeurs de sons de films                                                     | Meilleur montage sonore – Dialogues et doublages                                                            | Batman et Robin                                  | Nomination |
| 1998   | Prix du choix des enfants                                                     | Prix Blimp de l'actrice de cinéma préférée                                                                  | Alicia Silverstone                               | Lauréat    |
| 1998   | Prix du choix des enfants                                                     | Film préféré                                                                                                | Batman et Robin                                  | Nomination |
| 1998   | Prix du choix des enfants                                                     | Actrice de cinéma préférée                                                                                  | Uma Thurman                                      | Nomination |
| 1998   | Prix du divertissement à succès                                               | Prix du divertissement à succès de l'actrice préférée dans un film de science-fiction                       | Uma Thurman                                      | Lauréat    |
| 1998   | Prix du divertissement à succès                                               | Prix du divertissement à succès de l'acteur de second rôle masculin préféré dans un film de science-fiction | Chris O'Donnell                                  | Lauréat    |
| 1998   | Prix du divertissement à succès                                               | Acteur de second rôle masculin préféré dans un film de science-fiction                                      | Arnold Schwarzenegger                            | Nomination |
| 1998   | Prix du divertissement à succès                                               | Actrice de second rôle féminin préférée dans un film de science-fiction                                     | Alicia Silverstone                               | Nomination |
| 1998   | Prix Razzie                                                                   | Prix Razzie du pire second rôle féminin                                                                     | Alicia Silverstone                               | Lauréat    |
| 1998   | Prix Razzie                                                                   | Pire film                                                                                                   | Peter Macgregor-Scott                            | Nomination |
| 1998   | Prix Razzie                                                                   | Pire couple à l'écran                                                                                       | George Clooney et Chris O'Donnell                | Nomination |
| 1998   | Prix Razzie                                                                   | Pire second rôle masculin                                                                                   | Chris O'Donnell                                  | Nomination |
| 1998   | Prix Razzie                                                                   | Pire second rôle masculin                                                                                   | Arnold Schwarzenegger                            | Nomination |
| 1998   | Prix Razzie                                                                   | Pire second rôle féminin                                                                                    | Uma Thurman                                      | Nomination |
| 1998   | Prix Razzie                                                                   | Pire manquement de respect à la vie humaine et aux édifices publics                                         | Batman et Robin                                  | Nomination |
| 1998   | Prix Razzie                                                                   | Pire remake ou suite                                                                                        | Batman et Robin                                  | Nomination |
| 1998   | Prix Razzie                                                                   | Pire réalisateur                                                                                            | Joel Schumacher                                  | Nomination |
| 1998   | Prix Razzie                                                                   | Pire scénario                                                                                               | Akiva Goldsman                                   | Nomination |
| 1998   | Prix Razzie                                                                   | Pire bande originale                                                                                        | Billy Corgan The end is the beginning of the end | Nomination |
| 1998   | Prix Yoga (Yoga Awards)                                                       | Prix Yoga de la pire actrice étrangère                                                                      | Alicia Silverstone                               | Lauréat    |
| 1998   | Société Américaine des Compositeurs, Auteurs et Éditeurs de Musique (ASCAP)   | Prix ASCAP du Meilleur film au box-office                                                                   | Elliot Goldenthal                                | Lauréat    |

### Années 2000-2010
| Années | Cérémonie ou récompense                                                       | Catégorie / Récompense            | Nommé(es) / Lauréat(es)                          | Résultat   |
| ------ | ----------------------------------------------------------------------------- | --------------------------------- | ------------------------------------------------ | ---------- |
| 2005   | Prix Schmoes d'or (Golden Schmoes Awards)                                     | Meilleur DVD / Blu-Ray de l'année | Batman Anthology: 1989-1997                      | Nomination |
| 2006   | Académie des films de science-fiction, fantastique et d'horreur - Prix Saturn | Meilleure collection DVD          | Batman: The Motion Picture Anthology (1989-1997) | Nomination |
| 2018   | Prix 20/20 (20/20 Awards)                                                     | Meilleur maquillage               | Batman et Robin                                  | Nomination |

## Éditions en vidéo
Pour les 80 ans du super héros en 2019, Warner sort un coffret comprenant les films Batman sortis entre 1989 et 1997, tous en 4K. Le coffret comprend donc Batman, Batman : Le Défi, Batman Forever et Batman et Robin.

## Projets de suite
Une suite, intitulée Batman Triumphant ou Batman Unchained, était prévue pour 1999, mais le projet fut abandonné. Nicolas Cage ou Coolio devaient interpréter l'Épouvantail,. Le Joker, de nouveau interprété par Jack Nicholson, serait revenu sous forme d'hallucinations ainsi que le Pingouin joué par Danny DeVito, Double Face joué par Tommy Lee Jones, L'Homme Mystère par Jim Carrey et Catwoman par Michelle Pfeiffer. On a aussi parlé du personnage d'Harley Quinn qui aurait été la fille du Joker, jouée par Courtney Love. On aurait également connu le sort de Poison Ivy, jouée par Uma Thurman, dont le sort est laissé en suspens à la fin de Batman et Robin.
Après plusieurs autres projets, tous tombés à l'eau, c'est Batman Begins de Christopher Nolan qui marque le retour de Batman au cinéma en 2005. Ce film ouvre la voie à une nouvelle trilogie avec de nouveaux acteurs (Batman y est interprété par Christian Bale) dans une ambiance beaucoup plus sombre et réaliste qui fait le succès de cette nouvelle saga.